# IC 1296
IC 1296 مجرة حلزونية ضلعية خافتة تقع إلى الشمال الغربي من السديم الكوكبي الأكثر شهرة M57 سديم الحلقة في اتجاه كوكبة القيثارة, IC 1296 أبعد بكثير - على مسافة تقدر بحوالي ~ 221 مليون سنة ضوئية يبلغ القطر الرئيسي للمجرة 1.1 دق  IC 1296 مجرة ذات سطح منخض السطوع LSB عندما ينظر إليها من الأرض، وهو انخفاض بقدر واحد على الأقل عن السماء المحيطة بها ليلا .

## مستعر أعظم
في عام 2013 تم رصد مستعر أعظم في مجرة ة IC 1296 تمت تسميتة SN2013ev أشرق هذا المستعر بقدر 17، مايقارب لمعان المجرة IC1296 .